# Čočková galaxie

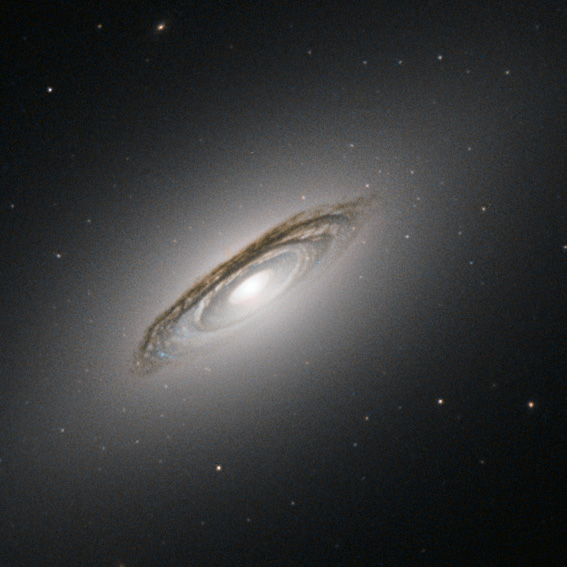
NGC 6861 je čočková galaxie objevená v roce 1826 skotským astronomem Jamesem Dunlopem

Čočková galaxie (označení S0) je v Hubbleově klasifikaci galaxií přechodný typ galaxie mezi eliptickou a spirální galaxií. Není však vývojovým přechodem od jednoho typu k druhému.
Jejich název je odvozen od vzhledu připomínajícího spojnou čočku při pohledu z boku.
Čočkové galaxie se tak podobají spirálním galaxiím s výraznou středovou výdutí a s hladkým  tenčím diskem bez spirální struktury. Středová výduť je vzhledem k disku větší než u spirálních galaxií, přesto mohou vykazovat centrální příčku. Někdy je však i pro zkušeného odborníka obtížné rozlišit čočkovou galaxii od eliptické galaxie.
Čočkové galaxie jsou diskové galaxie (podobně jako spirální galaxie), které vypotřebovaly nebo ztratily většinu své mezihvězdné hmoty, a proto u nich probíhá jen velmi malá tvorba hvězd. Mohou si však ve svých discích zachovat značné množství prachu. V důsledku toho sestávají většinou ze starých hvězd (podobně jako eliptické galaxie). Navzdory morfologickým rozdílům mají čočkovité a eliptické galaxie společné vlastnosti, jako jsou spektrální vlastnosti a škálovací vztahy. 

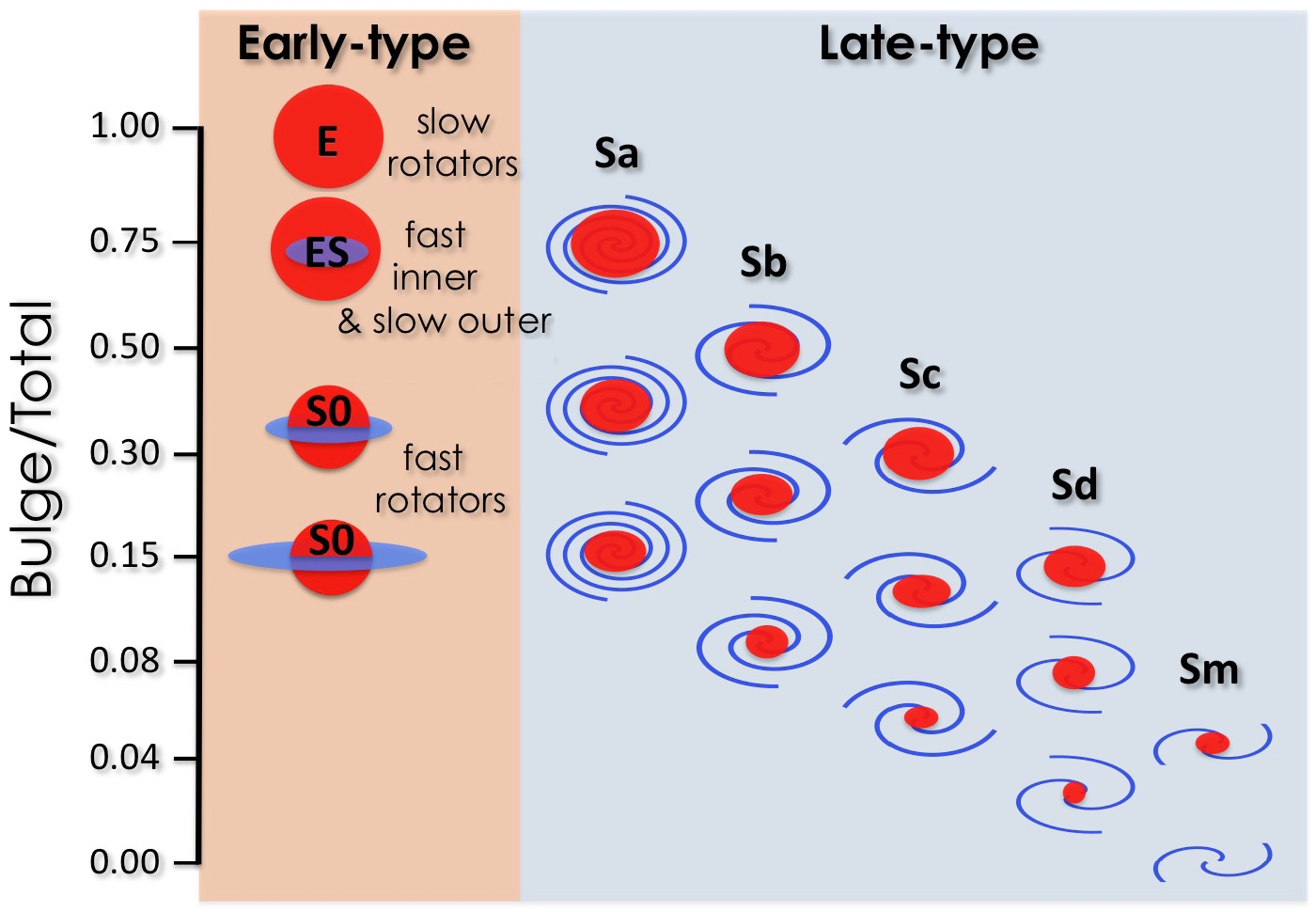
Schéma znázorňující umístění galaxií raného typu (včetně čočkovitých galaxií S0) vzhledem ke spirálním galaxiím pozdního typu. Vodorovná osa znázorňuje morfologický typ, který je dán především charakterem spirálních ramen.

Stejně jako spirální galaxie mohou mít čočkové galaxie centrální příčkovou strukturu.
Čočkové galaxie se dělí do podtříd buď podle množství přítomného prachu, nebo podle výraznosti centrální příčky. Třídy čočkových galaxií bez příčky se označují S01, S02 a S03, kde indexy označují množství absorpce prachu v diskové složce; odpovídající třídy pro čočkové galaxie s centrální příčkou jsou SB01, SB02 a SB03.
Galaxie typu S01 nevykazují žádné známky absorpce prachu, zatímco galaxie S03 mají kolem svých eliptických složek v rámci svých disků zcela tmavý pás absorpce prachu. Absorpce prachu v galaxiích S02 je mezi těmito dvěma extrémy. 
U galaxií SB01 se příčka projevuje pouze jako dvě široké oblasti mírně zvýšené jasnosti po obou stranách centrální výdutě. U galaxií SB03 je příčka úzká a dobře ohraničená a táhne se zcela napříč čočkou. U galaxií SB02 je příčka středně výrazná. Vlastnosti příček v čočkových galaxiích bohužel nebyly příliš podrobně prozkoumány. Pochopení těchto vlastností, stejně jako pochopení mechanismu tvorby příček, by pomohlo objasnit historii vzniku nebo vývoje čočkových galaxií.
Čočkové galaxie se často vyskytují v supergalaxiích. Čím je větší hustota galaxií v supergalaxii, tím je vyšší jejich procentuální zastoupení. Tento statistický jev zůstává bez vysvětlení.

## Příklady čočkových galaxií

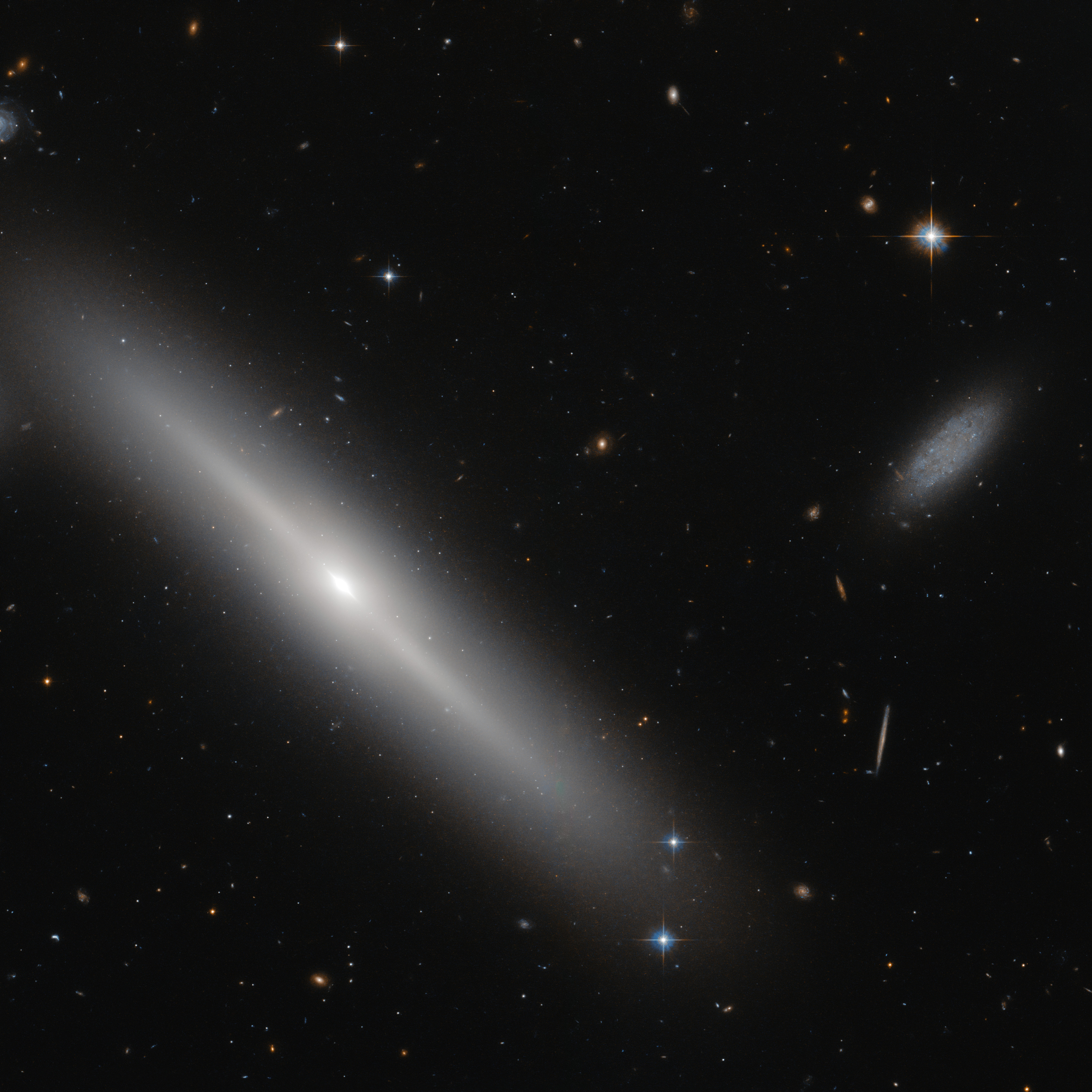
NGC 5308
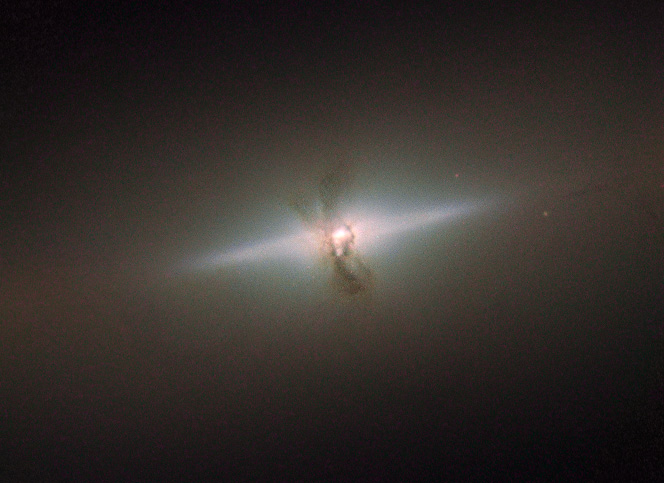
NGC 4111
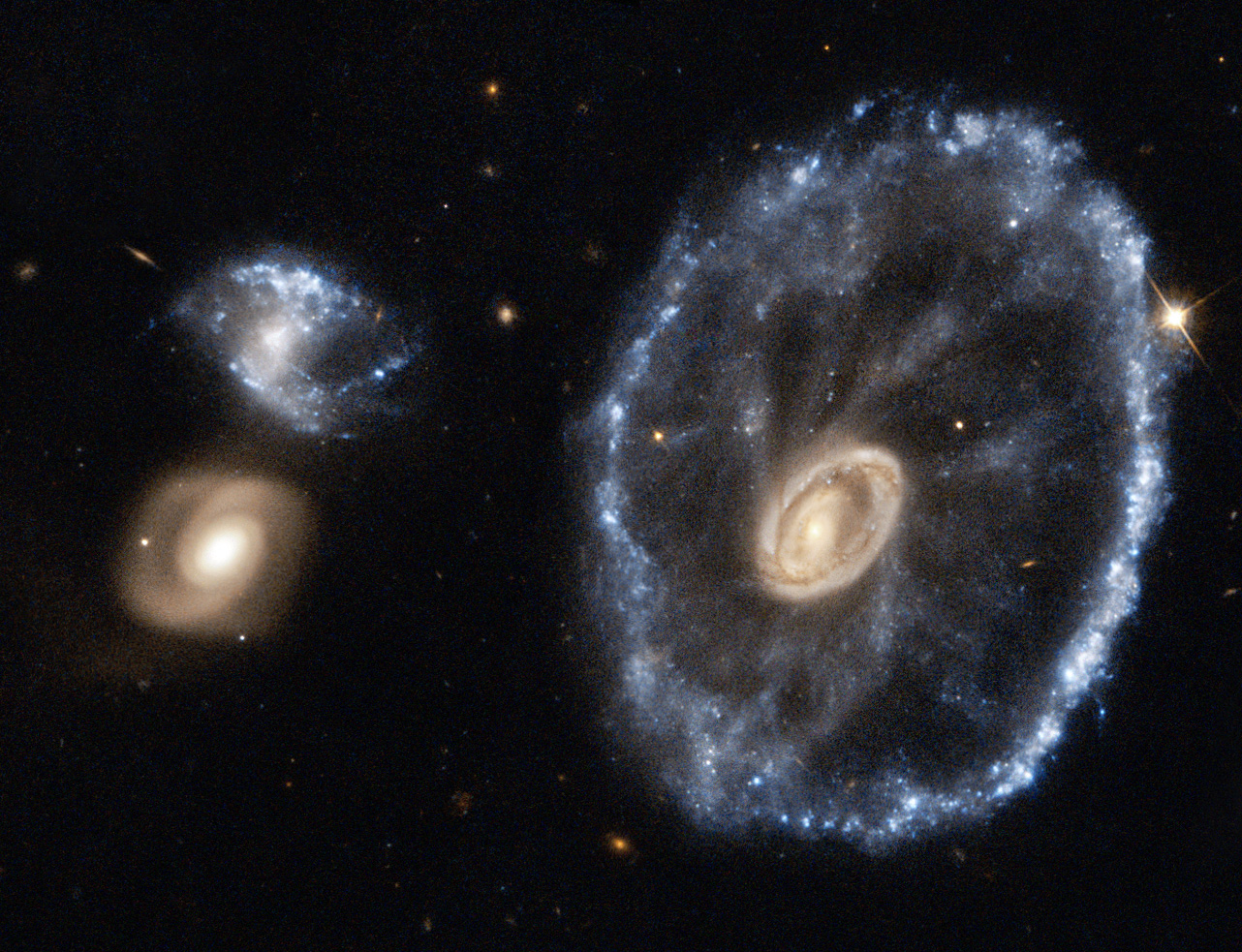
Kolo od vozu
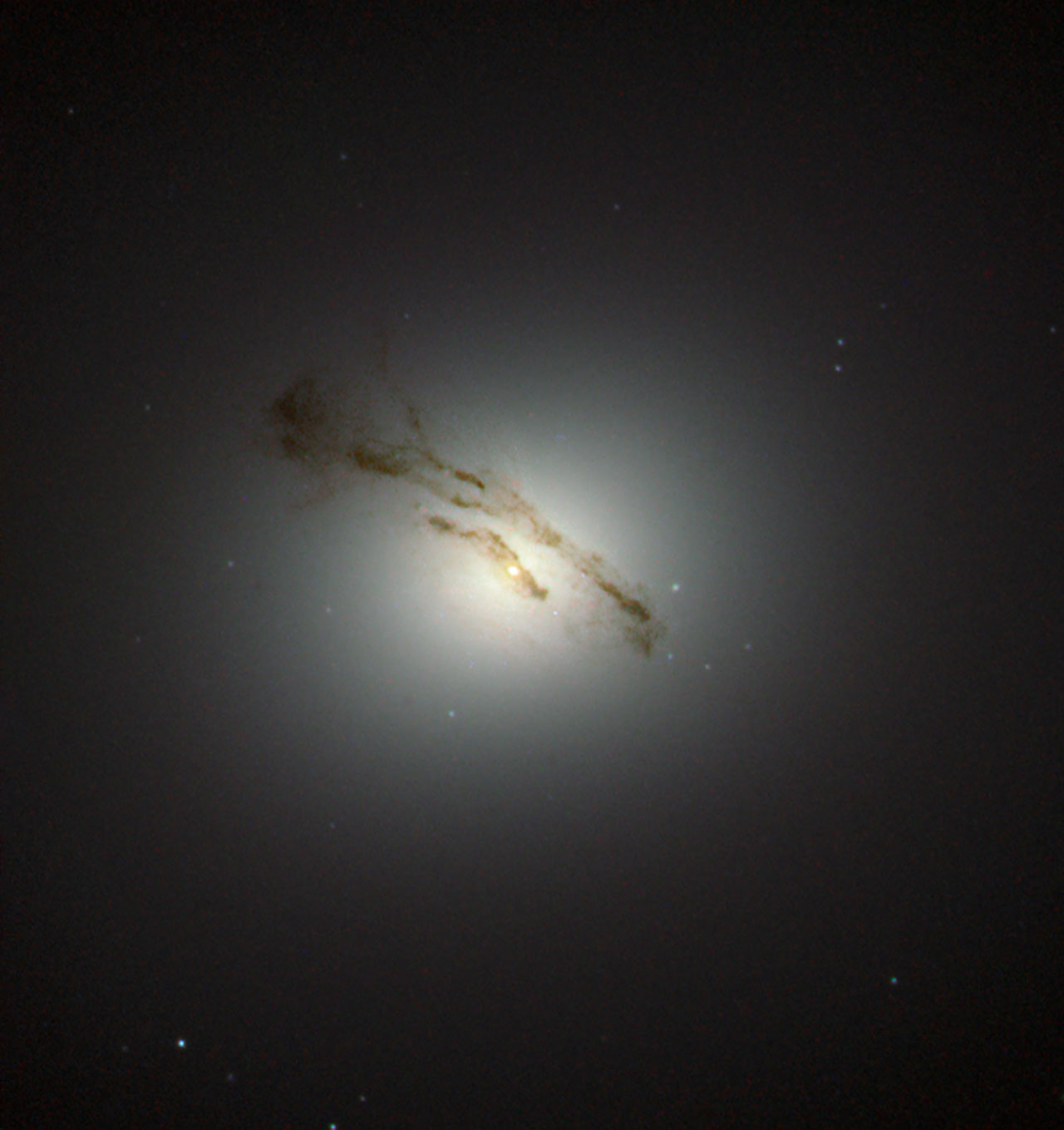
Messier 84
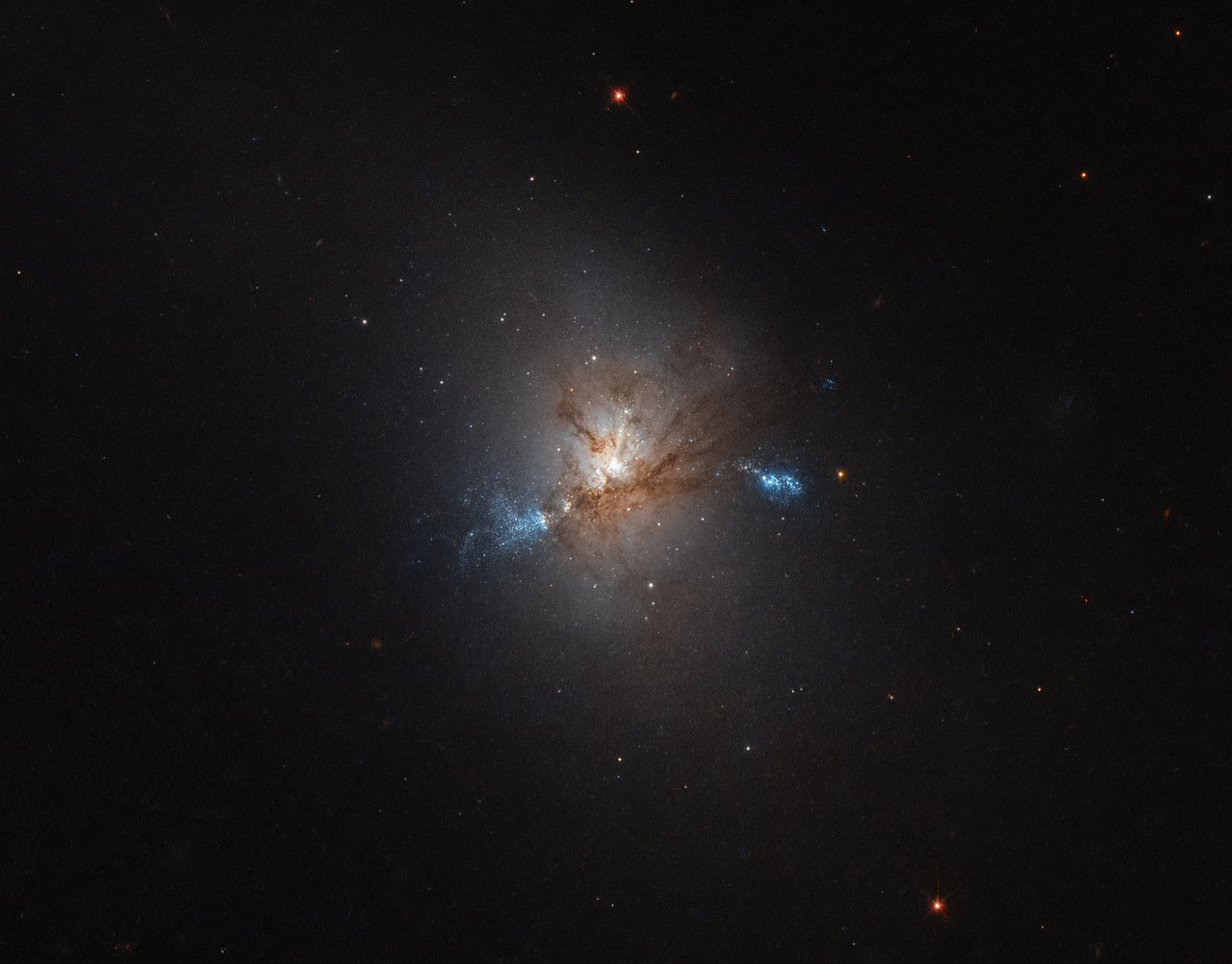
NGC 1222